# Zuelania

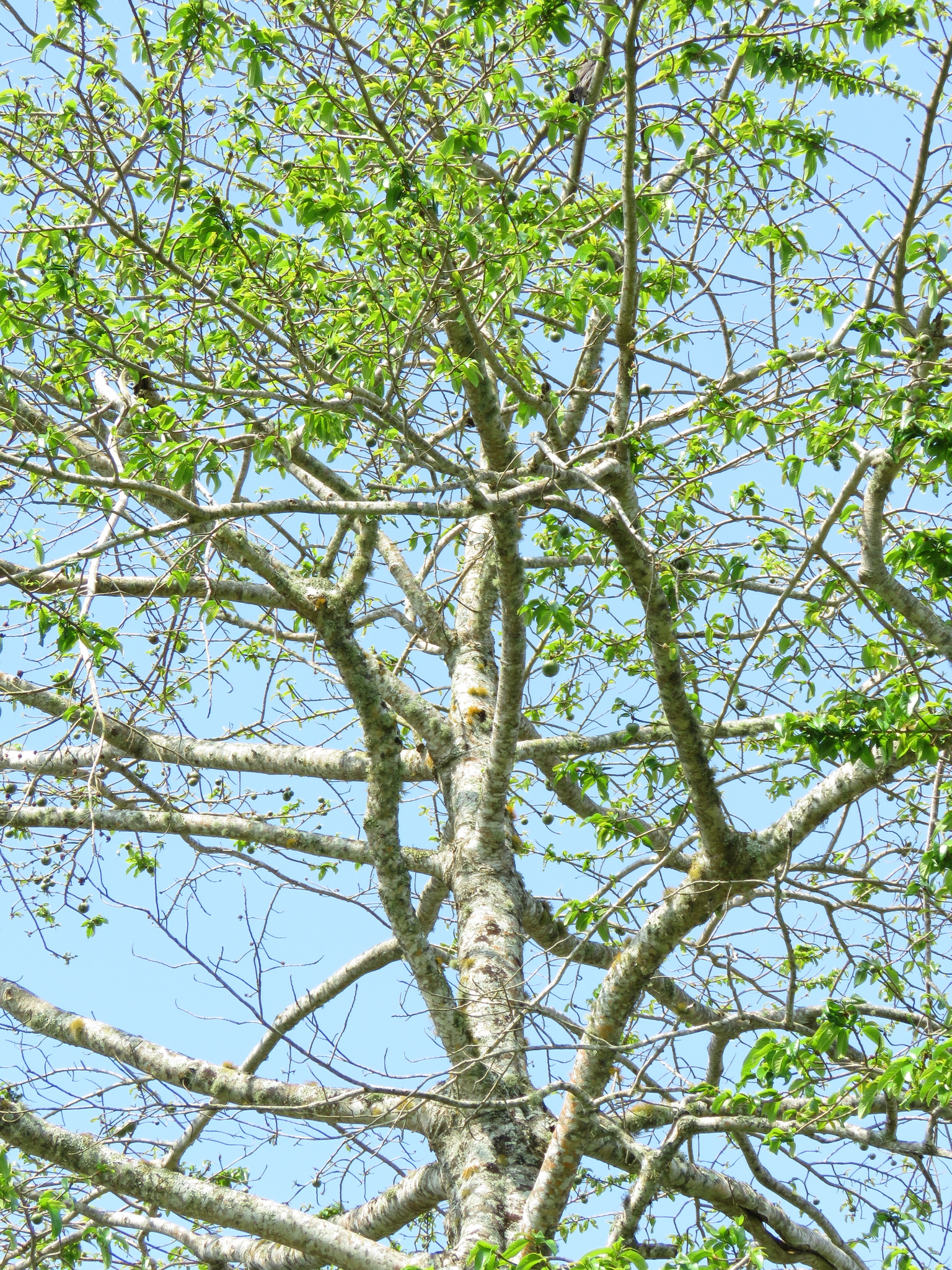
Zuelania guidonia en Catemaco, Veracruz, México.

Zuelania es un género botánico monotípico perteneciente a la familia de las salicáceas, cuya única especie es Zuelania guidonia.